# Copa Libertadores 2015
Copa Libertadores 2015 är 2015 års säsong av fotbollscupen Copa Libertadores och spelas från 4 februari till 5 augusti 2015. I turneringen deltar lag från de tio medlemsländerna av CONMEBOL samt tre lag från Mexiko. Länderna från CONMEBOL har generellt fått tre platser vardera tilldelade sig, förutom Argentina och Brasilien som fått fem platser vardera. Dessutom blev de regerande mästarna direktkvalificerade, i det här fallet San Lorenzo från Argentina. Totalt deltog 38 lag i turneringen. Det bäst placerade icke-mexikanska laget får sedan deltaga i VM i fotboll för klubblag 2015.

## Deltagande lag
| Land                         | Lag (Platsnummer)                  | Kvalifikationsmetod                                                                                |
| ---------------------------- | ---------------------------------- | -------------------------------------------------------------------------------------------------- |
| Argentina 5+1 platser        | San Lorenzo (Argentina 1)          | Vinnare av Copa Libertadores 2014                                                                  |
| Argentina 5+1 platser        | River Plate (Argentina 2)          | Vinnare av Final 2014                                                                              |
| Argentina 5+1 platser        | Racing Club (Argentina 3)          | Vinnare av Primera División 2014                                                                   |
| Argentina 5+1 platser        | Boca Juniors (Argentina 4)         | Bäst placerade lag i Primera División 2013/14                                                      |
| Argentina 5+1 platser        | Huracán (Argentina 5)              | Vinnare av Copa Argentina 2013/14                                                                  |
| Argentina 5+1 platser        | Estudiantes (Argentina 6)          | Bästa placerade icke-kvalificerade lag i Copa Sudamericana 2014                                    |
| Bolivia 3 platser            | Universitario de Sucre (Bolivia 1) | Vinnare av Clausura 2013/14                                                                        |
| Bolivia 3 platser            | San José (Bolivia 2)               | Tvåa i Clausura 2013/14                                                                            |
| Bolivia 3 platser            | The Strongest (Bolivia 3)          | Trea i Clausura 2013/14                                                                            |
| Brasilien 5 platser          | Cruzeiro (Brasilien 1)             | Vinnare av Série A 2014                                                                            |
| Brasilien 5 platser          | Atlético Mineiro (Brasilien 2)     | Vinnare av Copa do Brasil 2014                                                                     |
| Brasilien 5 platser          | São Paulo (Brasilien 3)            | Tvåa i Série A 2014                                                                                |
| Brasilien 5 platser          | Internacional (Brasilien 4)        | Trea i Série A 2014                                                                                |
| Brasilien 5 platser          | Corinthians (Brasilien 5)          | Fyra i Série A 2014                                                                                |
| Chile 3 platser              | Colo-Colo (Chile 1)                | Vinnare av Clausura 2013/14                                                                        |
| Chile 3 platser              | Universidad de Chile (Chile 2)     | Vinnare av Apertura 2014/15                                                                        |
| Chile 3 platser              | Palestino (Chile 3)                | Vinnare av Liguilla Pre-Libertadores 2014                                                          |
| Colombia 3 platser           | Atlético Nacional (Colombia 1)     | Vinnare av Apertura 2014                                                                           |
| Colombia 3 platser           | Santa Fe (Colombia 2)              | Vinnare av Finalización 2014                                                                       |
| Colombia 3 platser           | Once Caldas (Colombia 3)           | Bäst placerade ej redan kvalificerade lag i den sammanlagda tabellen                               |
| Ecuador 3 platser            | Emelec (Ecuador 1)                 | Vinnare av Serie A 2014                                                                            |
| Ecuador 3 platser            | Barcelona (Ecuador 2)              | Tvåa i Serie A 2014                                                                                |
| Ecuador 3 platser            | Independiente (Ecuador 3)          | Trea i Serie A 2014                                                                                |
| Paraguay 3 platser           | Libertad (Paraguay 1)              | Vinnare av Torneo Apertura 2014 och Torneo Clausura 2014                                           |
| Paraguay 3 platser           | Guaraní (Paraguay 2)               | Bäst placerade ej redan kvalificerade lag i den sammanlagda tabellen av Primera División 2014      |
| Paraguay 3 platser           | Cerro Porteño (Paraguay 3)         | Näst bäst placerade ej redan kvalificerade lag i den sammanlagda tabellen av Primera División 2014 |
| Peru 3 platser               | Sporting Cristal (Peru 1)          | Vinnare av Torneo Descentralizado                                                                  |
| Peru 3 platser               | Juan Aurich (Peru 2)               | Tvåa i Torneo Descentralizado                                                                      |
| Peru 3 platser               | Alianza Lima (Peru 3)              | Vinnare av Torneo del Inca 2014                                                                    |
| Uruguay 3 platser            | Danubio (Uruguay 1)                | Vinnare av Primera División 2013/14                                                                |
| Uruguay 3 platser            | Montevideo Wanderers (Uruguay 2)   | Tvåa i Primera División 2013/14                                                                    |
| Uruguay 3 platser            | Nacional (Uruguay 3)               | Trea i Primera División 2013/14                                                                    |
| Venezuela 3 platser          | Mineros de Guayana (Venezuela 1)   | Vinnare av Torneo Apertura 2013/14                                                                 |
| Venezuela 3 platser          | Zamora (Venezuela 2)               | Vinnare av Torneo Clausura 2013/14                                                                 |
| Venezuela 3 platser          | Deportivo Táchira (Venezuela 3)    | Bästa icke-kvalificerade lag i den sammanlagda tabellen                                            |
| Mexiko (CONCACAF) 3 inbjudna | UANL (Mexiko 1)                    | Bäst placerade valbara laget i Apertura 2014                                                       |
| Mexiko (CONCACAF) 3 inbjudna | Atlas (Mexiko 2)                   | Näst bäst placerade valbara laget i Apertura 2014                                                  |
| Mexiko (CONCACAF) 3 inbjudna | Monarcas Morelia (Mexiko 3)        | Tredje bäst placerade valbara laget i Apertura 2014                                                |

## Första omgången
I den första omgången går det sämst rankade laget i varje land in, förutom från Argentina där de två sämsta rankade lagen gick in. Detta eftersom det var ett argentinskt lag som vann Copa Libertadores 2014, varför Argentina fick ytterligare en plats i turneringen.
| Första omgången – 12 deltagande klubblag | Första omgången – 12 deltagande klubblag | Första omgången – 12 deltagande klubblag | Första omgången – 12 deltagande klubblag | Första omgången – 12 deltagande klubblag |
| ---------------------------------------- | ---------------------------------------- | ---------------------------------------- | ---------------------------------------- | ---------------------------------------- |
| Lag 1                                    | Totalt                                   | Lag 2                                    | Möte 1                                   | Möte 2                                   |
| Alianza Lima                             | 0–4                                      | Huracán                                  | 0–4                                      | 0–0                                      |
| Independiente                            | 1–4                                      | Estudiantes                              | 1–0                                      | 0–4                                      |
| Deportivo Táchira                        | 4–3                                      | Cerro Porteño                            | 2–1                                      | 2–2                                      |
| Monarcas Morelia                         | 1–3                                      | The Strongest                            | 1–1                                      | 0–2                                      |
| Palestino                                | 0002–2 (BM)                              | Nacional                                 | 1–0                                      | 1–2                                      |
| Corinthians                              | 5–1                                      | Once Caldas                              | 4–0                                      | 1–1                                      |

## Andra omgången

### Grupp 1
| Nr | Lag              | S | V | O | F | GM | IM | MS | P  |
| -- | ---------------- | - | - | - | - | -- | -- | -- | -- |
| 1  | Santa Fe         | 6 | 4 | 0 | 2 | 10 | 5  | +5 | 12 |
| 2  | Atlético Mineiro | 6 | 3 | 0 | 3 | 5  | 4  | +1 | 9  |
| 3  | Colo-Colo        | 6 | 3 | 0 | 3 | 8  | 9  | −1 | 9  |
| 4  | Atlas            | 6 | 2 | 0 | 4 | 4  | 9  | −5 | 6  |

| Hemma \ Borta    | Mexiko | Brasilien | Chile | Colombia |
| Atlas            | —      | 1–0       | 1–3   | 0–1      |
| Atlético Mineiro | 0–1    | —         | 2–0   | 2–0      |
| Colo-Colo        | 2–0    | 2–0       | —     | 0–3      |
| Santa Fe         | 3–1    | 0–1       | 3–1   | —        |

### Grupp 2
| Nr | Lag         | S | V | O | F | GM | IM | MS  | P  |
| -- | ----------- | - | - | - | - | -- | -- | --- | -- |
| 1  | Corinthians | 6 | 4 | 1 | 1 | 9  | 3  | +6  | 13 |
| 2  | São Paulo   | 6 | 4 | 0 | 2 | 9  | 4  | +5  | 12 |
| 3  | San Lorenzo | 6 | 2 | 1 | 3 | 3  | 4  | −1  | 7  |
| 4  | Danubio     | 6 | 1 | 0 | 5 | 4  | 14 | −10 | 3  |

| Hemma \ Borta | Brasilien | Uruguay | Argentina | Brasilien |
| Corinthians   | —         | 4–0     | 0–0       | 2–0       |
| Danubio       | 1–2       | —       | 1–2       | 1–2       |
| San Lorenzo   | 0–1       | 0–1     | —         | 1–0       |
| São Paulo     | 2–0       | 4–0     | 1–0       | —         |

### Grupp 3
| Nr | Lag                    | S | V | O | F | GM | IM | MS | P  |
| -- | ---------------------- | - | - | - | - | -- | -- | -- | -- |
| 1  | Cruzeiro               | 6 | 3 | 2 | 1 | 8  | 3  | +5 | 11 |
| 2  | Universitario de Sucre | 6 | 2 | 3 | 1 | 4  | 3  | +1 | 9  |
| 3  | Huracán                | 6 | 1 | 4 | 1 | 6  | 7  | −1 | 7  |
| 4  | Mineros                | 6 | 1 | 1 | 4 | 5  | 10 | −5 | 4  |

| Hemma \ Borta          | Brasilien | Argentina | Venezuela | Bolivia |
| Cruzeiro               | —         | 0–0       | 3–0       | 2–0     |
| Huracán                | 3–1       | —         | 2–2       | 1–1     |
| Mineros                | 0–2       | 3–0       | —         | 0–1     |
| Universitario de Sucre | 0–0       | 0–0       | 2–0       | —       |

### Grupp 4
| Nr | Lag                  | S | V | O | F | GM | IM | MS | P  |
| -- | -------------------- | - | - | - | - | -- | -- | -- | -- |
| 1  | Internacional        | 6 | 4 | 1 | 1 | 13 | 7  | +6 | 13 |
| 2  | Emelec               | 6 | 3 | 1 | 2 | 9  | 5  | +4 | 10 |
| 3  | The Strongest        | 6 | 3 | 0 | 3 | 10 | 11 | −1 | 9  |
| 4  | Universidad de Chile | 6 | 1 | 0 | 5 | 7  | 16 | −9 | 3  |

| Hemma \ Borta        | Ecuador | Brasilien | Bolivia | Chile |
| Emelec               | —       | 1–1       | 3–0     | 2–0   |
| Internacional        | 3–2     | —         | 1–0     | 3–1   |
| The Strongest        | 1–0     | 3–1       | —       | 5–3   |
| Universidad de Chile | 0–1     | 0–4       | 3–1     | —     |

### Grupp 5
| Nr | Lag                  | S | V | O | F | GM | IM | MS  | P  |
| -- | -------------------- | - | - | - | - | -- | -- | --- | -- |
| 1  | Boca Juniors         | 6 | 6 | 0 | 0 | 19 | 2  | +17 | 18 |
| 2  | Montevideo Wanderers | 6 | 3 | 1 | 2 | 9  | 8  | +1  | 10 |
| 3  | Palestino            | 6 | 2 | 1 | 3 | 6  | 6  | 0   | 7  |
| 4  | Zamora               | 6 | 0 | 0 | 6 | 3  | 21 | −18 | 0  |

| Hemma \ Borta        | Argentina | Uruguay | Chile | Venezuela |
| Boca Juniors         | —         | 2–1     | 2–0   | 5–0       |
| Montevideo Wanderers | 0–3       | —       | 1–0   | 3–2       |
| Palestino            | 0–2       | 1–1     | —     | 4–0       |
| Zamora               | 1–5       | 0–3     | 0–1   | —         |

### Grupp 6
| Nr | Lag         | S | V | O | F | GM | IM | MS | P  |
| -- | ----------- | - | - | - | - | -- | -- | -- | -- |
| 1  | UANL        | 6 | 4 | 2 | 0 | 16 | 7  | +9 | 14 |
| 2  | River Plate | 6 | 1 | 4 | 1 | 8  | 7  | +1 | 7  |
| 3  | Juan Aurich | 6 | 1 | 3 | 2 | 9  | 11 | −2 | 6  |
| 4  | San José    | 6 | 1 | 1 | 4 | 3  | 11 | −8 | 4  |

| Hemma \ Borta | Peru | Argentina | Bolivia | Mexiko |
| Juan Aurich   | —    | 1–1       | 2–0     | 4–5    |
| River Plate   | 1–1  | —         | 3–0     | 1–1    |
| San José      | 1–1  | 2–0       | —       | 0–1    |
| UANL          | 3–0  | 2–2       | 4–0     | —      |

### Grupp 7
| Nr | Lag               | S | V | O | F | GM | IM | MS | P  |
| -- | ----------------- | - | - | - | - | -- | -- | -- | -- |
| 1  | Atlético Nacional | 6 | 3 | 2 | 1 | 12 | 7  | +5 | 11 |
| 2  | Estudiantes       | 6 | 3 | 1 | 2 | 7  | 3  | +4 | 10 |
| 3  | Libertad          | 6 | 2 | 2 | 2 | 5  | 8  | −3 | 8  |
| 4  | Barcelona         | 6 | 1 | 1 | 4 | 5  | 11 | −6 | 4  |

| Hemma \ Borta     | Colombia | Ecuador | Argentina | Paraguay |
| Atlético Nacional | —        | 2–3     | 1–1       | 4–0      |
| Barcelona         | 1–2      | —       | 0–2       | 0–1      |
| Estudiantes       | 0–1      | 3–0     | —         | 1–0      |
| Libertad          | 2–2      | 1–1     | 1–0       | —        |

### Grupp 8
| Nr | Lag               | S | V | O | F | GM | IM | MS | P  |
| -- | ----------------- | - | - | - | - | -- | -- | -- | -- |
| 1  | Racing            | 6 | 4 | 0 | 2 | 15 | 7  | +8 | 12 |
| 2  | Guaraní           | 6 | 2 | 3 | 1 | 12 | 10 | +2 | 9  |
| 3  | Sporting Cristal  | 6 | 1 | 4 | 1 | 6  | 7  | −1 | 7  |
| 4  | Deportivo Táchira | 6 | 0 | 3 | 3 | 6  | 15 | −9 | 3  |

| Hemma \ Borta     | Venezuela | Paraguay | Argentina | Peru |
| Deportivo Táchira | —         | 1–1      | 0–5       | 0–0  |
| Guaraní           | 5–2       | —        | 2–0       | 2–2  |
| Racing            | 3–2       | 4–1      | —         | 1–2  |
| Sporting Cristal  | 1–1       | 1–1      | 0–2       | —    |

## Slutspel

### Seeding
Gruppvinnare är seedade 1-8, och grupptvåorna är seedade 9-16
| Nr | Lag (grupp)                | S | V | O | F | GM | IM | MS | P  |
| -- | -------------------------- | - | - | - | - | -- | -- | -- | -- |
| 1  | Boca Juniors (5)           | 6 | 6 | 0 | 0 | 0  | 0  | 0  | 18 |
| 2  | UANL (6)                   | 6 | 4 | 2 | 0 | 0  | 0  | 0  | 14 |
| 3  | Internacional (4)          | 6 | 4 | 1 | 1 | 0  | 0  | 0  | 13 |
| 4  | Corinthians (2)            | 6 | 4 | 1 | 1 | 0  | 0  | 0  | 13 |
| 5  | Racing (8)                 | 6 | 4 | 0 | 2 | 0  | 0  | 0  | 12 |
| 6  | Santa Fe (1)               | 6 | 4 | 0 | 2 | 0  | 0  | 0  | 12 |
| 7  | Atlético Nacional (7)      | 6 | 3 | 2 | 1 | 0  | 0  | 0  | 11 |
| 8  | Cruzeiro (3)               | 6 | 3 | 2 | 1 | 0  | 0  | 0  | 11 |
| 9  | São Paulo (2)              | 6 | 4 | 0 | 2 | 0  | 0  | 0  | 12 |
| 10 | Emelec (4)                 | 6 | 3 | 1 | 2 | 0  | 0  | 0  | 10 |
| 11 | Estudiantes (7)            | 6 | 3 | 1 | 2 | 0  | 0  | 0  | 10 |
| 12 | Montevideo Wanderers (5)   | 6 | 3 | 1 | 2 | 0  | 0  | 0  | 10 |
| 13 | Club Guaraní (8)           | 6 | 2 | 3 | 1 | 0  | 0  | 0  | 9  |
| 14 | Atlético Mineiro (1)       | 6 | 3 | 0 | 3 | 0  | 0  | 0  | 9  |
| 15 | Universitario de Sucre (3) | 6 | 2 | 3 | 1 | 0  | 0  | 0  | 9  |
| 16 | River Plate (6)            | 6 | 1 | 4 | 1 | 0  | 0  | 0  | 7  |

### Slutspelsträd
|  | Åttondelsfinaler     | Åttondelsfinaler | Åttondelsfinaler | Åttondelsfinaler |               |   | Kvartsfinaler | Kvartsfinaler | Kvartsfinaler | Kvartsfinaler |  |  | Semifinaler | Semifinaler | Semifinaler | Semifinaler |  |  | Final | Final | Final | Final |
|  |                      |                  |                  |                  |               |   |               |               |               |               |  |  |             |             |             |             |  |  |       |       |       |       |
|  |                      |                  |                  |                  |               |   |               |               |               |               |  |  |             |             |             |             |  |  |       |       |       |       |
|  |                      |                  |                  |                  |               |   |               |               |               |               |  |  |             |             |             |             |  |  |       |       |       |       |
|  | Estudiantes          | 2                | 0                | 2                |               |   |               |               |               |               |  |  |             |             |             |             |  |  |       |       |       |       |
|  | Estudiantes          | 2                | 0                | 2                |               |   |               |               |               |               |  |  |             |             |             |             |  |  |       |       |       |       |
|  | Santa Fe             | 1                | 2                | 3                |               |   |               |               |               |               |  |  |             |             |             |             |  |  |       |       |       |       |
|  | Santa Fe             | 1                | 2                | 3                | Santa Fe      | 1 | 0             | 1             |               |               |  |  |             |             |             |             |  |  |       |       |       |       |
|  |                      |                  |                  |                  | Santa Fe      | 1 | 0             | 1             |               |               |  |  |             |             |             |             |  |  |       |       |       |       |
|  |                      | Internacional    | 0                | 2                | 2             |   |               |               |               |               |  |  |             |             |             |             |  |  |       |       |       |       |
|  | Atlético Mineiro     | Internacional    | 0                | 2                | 2             | 2 | 1             | 3             |               |               |  |  |             |             |             |             |  |  |       |       |       |       |
|  | Atlético Mineiro     |                  |                  |                  |               | 2 | 1             | 3             |               |               |  |  |             |             |             |             |  |  |       |       |       |       |
|  | Internacional        | 2                | 3                | 5                |               |   |               |               |               |               |  |  |             |             |             |             |  |  |       |       |       |       |
|  | Internacional        | 2                | 3                | 5                | Internacional | 2 | 1             | 3             |               |               |  |  |             |             |             |             |  |  |       |       |       |       |
|  |                      |                  |                  |                  | Internacional | 2 | 1             | 3             |               |               |  |  |             |             |             |             |  |  |       |       |       |       |
|  |                      | UANL             | 1                | 3                | 4             |   |               |               |               |               |  |  |             |             |             |             |  |  |       |       |       |       |
|  | Emelec               | UANL             | 1                | 3                | 4             | 2 | 0             | 2             |               |               |  |  |             |             |             |             |  |  |       |       |       |       |
|  | Emelec               |                  |                  |                  |               | 2 | 0             | 2             |               |               |  |  |             |             |             |             |  |  |       |       |       |       |
|  | Atlético Nacional    | 0                | 1                | 1                |               |   |               |               |               |               |  |  |             |             |             |             |  |  |       |       |       |       |
|  | Atlético Nacional    | 0                | 1                | 1                | Emelec        | 1 | 0             | 1             |               |               |  |  |             |             |             |             |  |  |       |       |       |       |
|  |                      |                  |                  |                  | Emelec        | 1 | 0             | 1             |               |               |  |  |             |             |             |             |  |  |       |       |       |       |
|  |                      | UANL             | 0                | 2                | 2             |   |               |               |               |               |  |  |             |             |             |             |  |  |       |       |       |       |
|  | Universitario        | UANL             | 0                | 2                | 2             | 1 | 1             | 2             |               |               |  |  |             |             |             |             |  |  |       |       |       |       |
|  | Universitario        |                  |                  |                  |               | 1 | 1             | 2             |               |               |  |  |             |             |             |             |  |  |       |       |       |       |
|  | UANL                 | 2                | 1                | 3                |               |   |               |               |               |               |  |  |             |             |             |             |  |  |       |       |       |       |
|  | UANL                 | 2                | 1                | 3                | UANL          | 0 | 0             | 0             |               |               |  |  |             |             |             |             |  |  |       |       |       |       |
|  |                      |                  |                  |                  | UANL          | 0 | 0             | 0             |               |               |  |  |             |             |             |             |  |  |       |       |       |       |
|  |                      | River Plate      | 0                | 3                | 3             |   |               |               |               |               |  |  |             |             |             |             |  |  |       |       |       |       |
|  | River Plate          | River Plate      | 0                | 3                | 3             | 1 | 0             | 1             |               |               |  |  |             |             |             |             |  |  |       |       |       |       |
|  | River Plate          |                  |                  |                  |               | 1 | 0             | 1             |               |               |  |  |             |             |             |             |  |  |       |       |       |       |
|  | Boca Juniors         | 0                | 0                | 0                |               |   |               |               |               |               |  |  |             |             |             |             |  |  |       |       |       |       |
|  | Boca Juniors         | 0                | 0                | 0                | River Plate   | 0 | 3             | 3             |               |               |  |  |             |             |             |             |  |  |       |       |       |       |
|  |                      |                  |                  |                  | River Plate   | 0 | 3             | 3             |               |               |  |  |             |             |             |             |  |  |       |       |       |       |
|  |                      | Cruzeiro         | 1                | 0                | 1             |   |               |               |               |               |  |  |             |             |             |             |  |  |       |       |       |       |
|  | São Paulo            | Cruzeiro         | 1                | 0                | 1             | 1 | 0             | 1 (3)         |               |               |  |  |             |             |             |             |  |  |       |       |       |       |
|  | São Paulo            |                  |                  |                  |               | 1 | 0             | 1 (3)         |               |               |  |  |             |             |             |             |  |  |       |       |       |       |
|  | Cruzeiro (str.)      | 0                | 1                | 1 (4)            |               |   |               |               |               |               |  |  |             |             |             |             |  |  |       |       |       |       |
|  | Cruzeiro (str.)      | 0                | 1                | 1 (4)            | River Plate   | 2 | 1             | 1             |               |               |  |  |             |             |             |             |  |  |       |       |       |       |
|  |                      |                  |                  |                  | River Plate   | 2 | 1             | 1             |               |               |  |  |             |             |             |             |  |  |       |       |       |       |
|  |                      | Guaraní          | 0                | 1                | 1             |   |               |               |               |               |  |  |             |             |             |             |  |  |       |       |       |       |
|  | Guaraní              | Guaraní          | 0                | 1                | 1             | 2 | 1             | 3             |               |               |  |  |             |             |             |             |  |  |       |       |       |       |
|  | Guaraní              |                  |                  |                  |               | 2 | 1             | 3             |               |               |  |  |             |             |             |             |  |  |       |       |       |       |
|  | Corinthians          | 0                | 0                | 0                |               |   |               |               |               |               |  |  |             |             |             |             |  |  |       |       |       |       |
|  | Corinthians          | 0                | 0                | 0                | Guaraní       | 1 | 0             | 1             |               |               |  |  |             |             |             |             |  |  |       |       |       |       |
|  |                      |                  |                  |                  | Guaraní       | 1 | 0             | 1             |               |               |  |  |             |             |             |             |  |  |       |       |       |       |
|  |                      | Racing           | 0                | 0                | 0             |   |               |               |               |               |  |  |             |             |             |             |  |  |       |       |       |       |
|  | Montevideo Wanderers | Racing           | 0                | 0                | 0             | 1 | 1             | 2             |               |               |  |  |             |             |             |             |  |  |       |       |       |       |
|  | Montevideo Wanderers |                  |                  |                  |               | 1 | 1             | 2             |               |               |  |  |             |             |             |             |  |  |       |       |       |       |
|  | Racing               | 1                | 2                | 3                |               |   |               |               |               |               |  |  |             |             |             |             |  |  |       |       |       |       |
|  | Racing               | 1                | 2                | 3                |               |   |               |               |               |               |  |  |             |             |             |             |  |  |       |       |       |       |

### Åttondelsfinaler
| Åttondelsfinaler – 16 deltagande klubblag | Åttondelsfinaler – 16 deltagande klubblag | Åttondelsfinaler – 16 deltagande klubblag | Åttondelsfinaler – 16 deltagande klubblag | Åttondelsfinaler – 16 deltagande klubblag |
| ----------------------------------------- | ----------------------------------------- | ----------------------------------------- | ----------------------------------------- | ----------------------------------------- |
| Lag 1                                     | Totalt                                    | Lag 2                                     | Möte 1                                    | Möte 2                                    |
| River Plate                               | 1–0                                       | Boca Juniors                              | 1–0                                       | 0–0                                       |
| Universitario de Sucre                    | 2–3                                       | Tigres                                    | 1–2                                       | 1–1                                       |
| Atlético Mineiro                          | 3–5                                       | Internacional                             | 2–2                                       | 1–3                                       |
| Guaraní                                   | 3–0                                       | Corinthians                               | 2–0                                       | 1–0                                       |
| Montevideo Wanderers                      | 2–3                                       | Racing                                    | 1–1                                       | 1–2                                       |
| Estudiantes                               | 2–3                                       | Santa Fe                                  | 2–1                                       | 0–2                                       |
| Emelec                                    | 2–1                                       | Atlético Nacional                         | 2–0                                       | 0–1                                       |
| São Paulo                                 | 1–1 (3–4 str.)                            | Cruzeiro                                  | 1–1                                       | 1–2                                       |

### Kvartsfinaler
| Kvartsfinaler – 8 deltagande klubblag | Kvartsfinaler – 8 deltagande klubblag | Kvartsfinaler – 8 deltagande klubblag | Kvartsfinaler – 8 deltagande klubblag | Kvartsfinaler – 8 deltagande klubblag |
| ------------------------------------- | ------------------------------------- | ------------------------------------- | ------------------------------------- | ------------------------------------- |
| Lag 1                                 | Totalt                                | Lag 2                                 | Möte 1                                | Möte 2                                |
| River Plate                           | 3–1                                   | Cruzeiro                              | 0–1                                   | 3–0                                   |
| Emelec                                | 1–2                                   | Tigres                                | 1–0                                   | 0–2                                   |
| Santa Fe                              | 1–2                                   | Internacional                         | 1–0                                   | 0–2                                   |
| Guaraní                               | 1–0                                   | Racing                                | 1–0                                   | 0–0                                   |

### Semifinaler
| Semifinaler – 4 deltagande klubblag | Semifinaler – 4 deltagande klubblag | Semifinaler – 4 deltagande klubblag | Semifinaler – 4 deltagande klubblag | Semifinaler – 4 deltagande klubblag |
| ----------------------------------- | ----------------------------------- | ----------------------------------- | ----------------------------------- | ----------------------------------- |
| Lag 1                               | Totalt                              | Lag 2                               | Möte 1                              | Möte 2                              |
| River Plate                         | 3–1                                 | Guaraní                             | 2–0                                 | 1–1                                 |
| Internacional                       | 3–4                                 | Tigres                              | 2–1                                 | 1–3                                 |

### Final
| Final – 2 deltagande klubblag | Final – 2 deltagande klubblag | Final – 2 deltagande klubblag | Final – 2 deltagande klubblag | Final – 2 deltagande klubblag |
| ----------------------------- | ----------------------------- | ----------------------------- | ----------------------------- | ----------------------------- |
| Lag 1                         | Totalt                        | Lag 2                         | Möte 1                        | Möte 2                        |
| Tigres                        | 0–3                           | River Plate                   | 0–0                           | 0–3                           |

## Anmärkningslista
1. ↑  Andra mötet avbröts efter att River Plate-spelare attackerats med pepparspray av Boca Juniors-fans när laget återvände till planen för andra halvlek, matchen stod fortfarande 0–0 (River Plate ledde med sammanlagt 1–0). CONMEBOL öppnade för att straffa Boca Juniors, och bestämde sig för att diskvalificera dem från turneringen den 16 maj 2015.